# Lauren Daigle
Lauren Daigle (/ˈdeɪ.ɡəl/ ; née le 9 septembre 1991) est une auteure-compositrice-interprète évangélique américaine de musique chrétienne contemporaine.
En plus de Grammy Awards, Daigle a remporté plusieurs Dove Awards, Billboard Music Awards et American Music Awards. Quatre de ses singles ont été no 1 aux Billboards Christian Airplay et Hot Christian Songs.

## Biographie
Daigle est née le 9 septembre 1991 à Lafayette (Louisiane) . Dans son enfance, comme elle aimait chanter souvent, sa mère a appelé leur maison "la boîte à musique". Durant son adolescence, elle avait prévu d'entrer dans le domaine médical et de faire du travail missionnaire. Après son diplôme d’étude secondaire, elle a pris une année sabbatique et a effectué du travail missionnaire au Brésil.  Par la suite, elle a été admise à l'Université d'État de Louisiane où elle a commencé à chanter dans un groupe de soul .  
Elle a obtenu un diplôme en études de l'enfant et de la famille. Elle a été candidate au concours American Idol en 2010 et 2012 et a terminé 24e.

### Carrière
En 2015, elle enregistre les chansons "Close" et "You Alone" sur l’album "Hear"  du groupe North Point InsideOut, de l’église chrétienne évangélique North Point Community Church de Alpharetta, en banlieue d'Atlanta,  États-Unis . 
En 2015, elle sort son premier album "How Can It Be" avec label de musique chrétienne Centricity Music,,. Il atteint la première place du classement Billboard dédié aux albums chrétiens, et a été certifié platine par la RIAA. Trois singles en sont issus (First, Trust in You et O'Lord). 
Le troisième album studio de Daigle, Look Up Child, est sorti en septembre 2018. Soutenu par le succès du crossover pop du single You Say, il s'est placé au 3e rang du Billboard 200, devenant ainsi l'album chrétien le mieux classé par une femme depuis plus de 20 ans, et le no 1 du genre
,. Meilleur album chrétien, avec 115 000 unités équivalentes à un album vendues au cours de la première semaine. Le premier single de l'album, You Say, a culminé à la 29e place du classement Billboard 100. L’album et le single ont valu à Daigle deux Grammy Awards.

## Discographie
- How Can It Be (2015)
- Behold: A Christmas Collection (2016)
- Look Up Child (2018)
- Lauren Daigle (2023)

## Récompenses
En 2024, au cours de sa carrière, elle a reçu 2 Grammy Awards  et 10 Dove Awards.

### American Music Awards
| Année | Intitulé      | Prix                      | Résultat   |
| ----- | ------------- | ------------------------- | ---------- |
| 2016  | Lauren Daigle | Inspiration contemporaine | Nomination |
| 2017  | Lauren Daigle | Inspiration contemporaine | Lauréat    |
| 2018  | Lauren Daigle | Inspiration contemporaine | Lauréat    |

### Billboard Music Awards
| Année | Intitulé       | Prix                         | Résultat   |
| ----- | -------------- | ---------------------------- | ---------- |
| 2017  | Lauren Daigle  | Meilleur artiste chrétien    | Lauréat    |
| 2017  | How Can It Be  | Meilleure chanson chrétienne | Lauréat    |
| 2017  | "Trust in You" | Meilleure chanson chrétienne | Nomination |
| 2019  | Lauren Daigle  | Meilleur artiste chrétien    | Lauréat    |
| 2019  | Look Up Child  | Meilleur album chrétien      | Lauréat    |
| 2019  | "You Say"      | Meilleure chanson chrétienne | Lauréat    |

### GMA Dove Awards
| Année | Intitulé                            | Prix                                         | Résultat   |
| ----- | ----------------------------------- | -------------------------------------------- | ---------- |
| 2015  | Lauren Daigle                       | Nouvel artiste de l’année                    | Lauréat    |
| 2015  | "How Can It Be"                     | Pop/Contemporary Chanson de l’année          | Lauréat    |
| 2015  | "How Can It Be"                     | Chanson de l’année                           | Lauréat    |
| 2016  | Lauren Daigle                       | Auteur-compositeur de l’année                | Lauréat    |
| 2016  | Lauren Daigle                       | Artiste chrétien contemporain de l’année     | Nomination |
| 2016  | Lauren Daigle                       | Artiste de l’année                           | Lauréat    |
| 2016  | "Trust in You"                      | Chanson de l’année                           | Nomination |
| 2016  | "First"                             | Chanson de l’année                           | Nomination |
| 2016  | "Trust in You"                      | Chanson pop / contemporaine de l’année       | Lauréat    |
| 2017  | "Come Alive (Dry Bones)"            | Chanson de l’année                           | Nomination |
| 2017  | Lauren Daigle                       | Auteur-compositeur de l’année                | Nomination |
| 2017  | "Hard Love" featuring Lauren Daigle | Chanson rock / contemporaine de l’année      | Lauréat    |
| 2017  | "Come Alive (Dry Bones)"            | Chanson pop / contemporaine de l’année       | Nomination |
| 2017  | Behold                              | Album de Noël / événement spécial de l'année | Nomination |
| 2018  | "O'Lord"                            | Chanson de l’année                           | Nomination |
| 2018  | "O'Lord"                            | Chanson pop / contemporaine de l’année       | Nomination |
| 2019  | "You Say"                           | Chanson de l’année                           | Lauréat    |
| 2019  | Lauren Daigle                       | Artiste de l’année                           | Lauréat    |
| 2019  | Look Up Child                       | Album Pop / Contemporain de l’année          | Lauréat    |
| 2023  | Lauren Daigle                       | Artiste de l’année                           | Nomination |
| 2023  | "Thank God I Do"                    | Chanson pop / contemporaine de l’année       | Nomination |
| 2023  | "Thank God I Do"                    | Clip de l’année                              | Lauréat    |

### Grammy Awards
| Année | Intitulé         | Prix                                                  | Résultat   |
| ----- | ---------------- | ----------------------------------------------------- | ---------- |
| 2016  | How Can It Be    | Meilleur album de musique chrétienne contemporaine    | Nomination |
| 2017  | "Trust in You"   | Meilleure chanson de musique chrétienne contemporaine | Nomination |
| 2019  | "You Say"        | Meilleure chanson de musique chrétienne contemporaine | Lauréat    |
| 2019  | Look Up Child    | Meilleur album de musique chrétienne contemporaine    | Lauréat    |
| 2023  | Lauren Daigle    | Meilleur album de musique chrétienne contemporaine    | Nomination |
| 2023  | "Thank God I Do" | Meilleure chanson de musique chrétienne contemporaine | Nomination |